# Campeonato de Oceanía de Judo de 1966
El II Campeonato de Oceanía de Judo se celebró en Sídney (Australia) en 1966 bajo la organización de la Unión de Judo de Oceanía.
En total se disputaron cinco pruebas diferentes, todas ellas en la categoría masculina.

## Resultados

### Masculino
| Evento | Oro                          | Plata                        | Bronce                    |
| ------ | ---------------------------- | ---------------------------- | ------------------------- |
| –63 kg | B. Shaw Australia            | Gordon Johnson Nueva Zelanda | Jim Black Australia       |
| –70 kg | Graeme Roberts Nueva Zelanda | John Whipp Australia         | D. Nash Australia         |
| –80 kg | David Delay Nueva Zelanda    | Alex Bijkerk Australia       | Pat Toner Nueva Zelanda   |
| –93 kg | John Buckley Australia       | Jim McPhee Nueva Zelanda     | Mick Yarrow Nueva Zelanda |
| +93 kg | Ray McMahon Australia        | Mike Tipene Nueva Zelanda    | Onno Boelee Nueva Zelanda |

## Medallero
| Núm. | País          | Oro | Plata | Bronce | Total |
| ---- | ------------- | --- | ----- | ------ | ----- |
| 1    | Australia     | 3   | 2     | 2      | 7     |
| 2    | Nueva Zelanda | 2   | 3     | 3      | 8     |
|      | TOTAL         | 5   | 5     | 5      | 15    |